# هيو ر. أدير
هيو ر. أدير هو محامي وقاضي وسياسي أمريكي، ولد في 27 أغسطس 1889 في مقاطعة تريغو في الولايات المتحدة، وتوفي في 18 يناير 1971. نشط حزبياً في الحزب الديمقراطي. وقد انتخب عضو مجلس نواب مونتانا ‏.